# Aptilotus borealis
Aptilotus borealis är en tvåvingeart som beskrevs av Malloch 1913. Aptilotus borealis ingår i släktet Aptilotus och familjen hoppflugor. Inga underarter finns listade i Catalogue of Life.